# Julius Wiesmann
Franz Julius Wiesmann (* 19. Juli 1811 in Hattingen; † 11. Juli 1884 in Münster) war ein evangelischer Theologe und als Generalsuperintendent geistlicher Leiter der Evangelischen Kirche von Westfalen.

## Werdegang
Als Sohn des Kaufmanns Johann Heinrich Wiesmann und Johanna Löber geboren, besuchte Julius Wiesmann die Gymnasien in Duisburg und Düsseldorf und bestand zu Ostern 1831 das Abitur. Anschließend nahm er an den Universitäten Bonn und Berlin das Studium der Theologie auf, das er in Münster im Herbst 1835 mit dem Ersten und im Herbst 1836 mit dem Zweiten Theologischen Examen beendete.
Am 9. Dezember 1837 wurde Wiesmann als Pfarrer der Wiese-Georg-Gemeinde in Soest eingeführt. 1853 übernahm Wiesmann in Münster (Westfalen) eine Pfarrstelle und wurde zum Konsistorialrat am dortigen Provinzialkonsistorium ernannt.
Im Jahre 1857 folgte – in Nachfolge von Franz Friedrich Graeber – die Berufung zum Generalsuperintendenten als geistlichem Leiter der Kirchenprovinz Westfalen und zugleich zum kommissarischen Direktor des Konsistoriums in Münster.
Am 15. Juli 1883 trat Julius Wiesmann in den Ruhestand und wurde zum Ehrenmitglied des Konsistoriums ernannt. Sein Nachfolger im Amt des Generalsuperintendenten wurde Gustav Nebe.
Julius Wiesmann heiratete in erster Ehe in Lennep 1838 die Tuchfabrikantentochter Laura Hardt († 1855), in zweiter Ehe in Soest 1858 die Sassendorfer Gutsbesitzertochter Elfriede von Bockum-Dolffs.

## Ehrungen
Die Universität Bonn verlieh Julius Wiesmann am 13. August 1862 die theologische Ehrendoktorwürde. Ferner erhielt er unter anderem den Roten Adlerorden II. Klasse mit Stern und Eichenlaub und 1883 den Königlichen Hausorden von Hohenzollern (Komtur mit Stern).